# Farkas Antal (fotóművész)
Farkas Antal Jama (Kecskemét, 1960. június 22. – Kecskemét, 2012. január 11.) Balogh Rudolf-díjas fotóművész, Arany Rajzszög-díjas grafikusművész.

## Elismerései
- World Award elismerő oklevél alkalmazott fotográfia kategóriában - a díjat New Yorkban vette át Cornell Capától (1990)
- A Magyar Fotográfia folyóirat alkalmazott fotográfia kategória díja (1991)
- Hasselblad pályázat harmadik díj (1999)
- Westel fotópályázatának első helyezése (2001)
- Hungart Egyesület ösztöndíja (2001)
- Balogh Rudolf-díj (2002)
- Aranyrajzszög-díj (2004)
- Aranyrajzszög-díj (második alkalommal), a KAFF 2005-ös és 2007-es arculat és látványtervéért, valamint a Munkakönny című fotóalbum grafikai és képi világáért (2007)

## Válogatás csoportos kiállításaiból
- 1989 - Magyar Fotográfia ’89 - Műcsarnok
- 1990- 6 magyar fotográfus - Focale O Galéria, Nyon, Svájc
- 1991- a Fal/ a Leomlás - Colorado Photographic Arts Center, Denver
- Magyar Fotográfia '91 (Változások) – Budapest, Legújabbkori Történeti Múzeum
- 1994 - Foto-Future - Nürnberg
- Pécsi József ösztöndíj beszámoló kiállítás - Dorottya utcai Galéria, Vigadó Galéria, Budapest
- 1997- Fotóhét, Pécs, Magyar Intézet, Berlin, Camera Soave - Olaszország
- 1998 - Budapest I. Országos Fotóhét - Iparművészeti Múzeum, Budapest
- Akt a fotó- és a szobrászművészetben - Vigadó Galéria, Budapest
- 50 éves a Hasselblad pályázat - Magyar Fotográfusok Háza, Budapest
- 2000- Camera Soave - Olaszország
- 2002- Camera Soave - Olaszország; Kirsten Kiers Múzeum – Dánia
- Baco Tabacco Venere Workshop - Soave, Olaszország
- 2003-Camera Soave Workshop - Olaszország

## Válogatás egyéni kiállításaiból
- 1991 – Lamberg Kastély, Mór
- 1993 – Erdei Ferenc Művelődési Központ, Kecskemét
- 1998 – Piroslap, avagy a kígyó és a sámfa véletlenszerű találkozása a zuhany alatt - Magyar Fotográfiai Múzeum, Kecskemét, Tölgyfa Galéria, Budapest
- 1999 – Brüsszel
- 2001 – Milánó, Székesfehérvár, Várpalota, Camera Soave Workshop - Olaszország
- Erdei Ferenc Művelődési Központ, Kecskemét; Katona József Színház, Kecskemét
- 2003 – A Munkakönny, avagy Hűség a képhez, hűség az art-hoz - Nekem 8 Galéria, Kecskemét; Halas Galéria, Kiskunhalas
- 2004 – Soave, Olaszország; MATÁV Székház, Budapest, Esztergomi Fotobiennálé
- 2006 – ArtSzem Galéria, Budapest,
- 2012 – Életmű-kiállítás, Magyar Fotográfiai Múzeum, Kecskemét
- 2007 – KAFF 2007 szignálfilm
- 2009 – KAFF 2009 szignálfilm